# Rhipsalis grandiflora
A Rhipsalis grandiflora egy epifita kaktusz, melyet (rokonaihoz képest) nagy méretű virágaiért gyakran termesztenek dísznövényként.

## Jellemzői
Széles szögben elágazó hajtású, csöngő habitusú növény, hajtásai gyakran vörös színezetűek, különösen az areolák körül, 8–10 mm átmérőjűek. Számos virága a hajtásszegmensek oldalain fejlődik, 12 mm hosszúak, 20 mm szélesek, világos rózsaszínűek vagy krémszínűek, kevés szirma tojásdad, szélesre nyíló. A bibe 4 lobusban végződik. Termése kopasz, pirosas, 6–7 mm átmérőjű bogyó.

## Elterjedése
Brazília: Rio de Janeiro, São Paulo, Paraná, Santa Catarina államok. Epifitikus és epilitikus a tengerparti sziklákon, atlantikus és lombhullató erdőkben, a tengerszinttől 1200 m tengerszint feletti magasságig.

## Rokonsági viszonyai
A Rhipsalis subgenus tagja.